# ورخنیادوینسک
ورخنیادوینسک (به لاتین: Verkhnyadzvinsk) یک منطقهٔ مسکونی در بلاروس است که در منطقه ویتبسک واقع شده‌است. ورخنیادوینسک ۷٬۶۰۰ نفر جمعیت دارد. این شهر تا سال ۱۹۶۲ دریسا نام داشت.